# Toàn cầu hóa kinh tế
Toàn cầu hóa kinh tế là một trong ba khía cạnh chính của toàn cầu hóa thường thấy ở các quốc gia, văn học hàn lâm, với hai khía cạnh khác là toàn cầu hóa chính trị và toàn cầu hóa văn hóa, cũng như thuật ngữ chung toàn cầu hóa. Toàn cầu hóa kinh tế đề cập đến sự chuyển động tầm quốc tế quy mô lớn của hàng hóa, vốn, dịch vụ, công nghệ và thông tin. Đó là sự hội nhập kinh tế ngày càng tăng và sự phụ thuộc lẫn nhau của các nền kinh tế quốc gia, khu vực và địa phương trên toàn thế giới thông qua việc tăng cường vận chuyển xuyên biên giới hàng hóa, dịch vụ, công nghệ và vốn. Toàn cầu hóa kinh tế chủ yếu bao gồm toàn cầu hóa sản xuất, tài chính, thị trường, công nghệ, chế độ tổ chức, thể chế, tập đoàn và lao động.
Trong khi toàn cầu hóa kinh tế đã mở rộng kể từ khi xuất hiện thương mại xuyên quốc gia, nó đã tăng trưởng với tốc độ tăng do hiệu quả của vận tải đường dài, tiến bộ trong viễn thông, tầm quan trọng của thông tin thay vì vốn vật chất trong nền kinh tế hiện đại, và bởi sự phát triển trong khoa học và công nghệ. Tốc độ toàn cầu hóa cũng tăng lên trong khuôn khổ Hiệp định chung về Thuế quan và Thương mại và Tổ chức Thương mại Thế giới, trong đó các nước dần dần cắt giảm các rào cản thương mại và mở tài khoản hiện tại và tài khoản vốn. Sự bùng nổ gần đây này được hỗ trợ chủ yếu bởi các nền kinh tế phát triển hội nhập với các nước đang phát triển thông qua đầu tư trực tiếp nước ngoài, giảm chi phí kinh doanh, giảm các rào cản thương mại và trong nhiều trường hợp di cư qua biên giới.